# Love Field
Love Field är en amerikansk långfilm från 1992 i regi av Jonathan Kaplan, med Michelle Pfeiffer, Dennis Haysbert, Stephanie McFadden och Brian Kerwin i rollerna.

## Handling
Hemmafrun Lurene Hallett (Michelle Pfeiffer) är väldigt intresserad av Jacquline Kennedy. Efter att John F Kennedy skjuts tar hon en bussfärd mot Washington D.C. för att medverka vid hans begravning. Under resan stöter hon på den svarta kvinnan Jonell (Stephanie McFadden) och hennes far Paul (Dennis Haysbert). Färden blir mer komplierad än hon trott.

## Rollista
| Michelle Pfeiffer  | – Lurene Hallett    |
| Dennis Haysbert    | – Paul Cater        |
| Stephanie McFadden | – Jonell            |
| Brian Kerwin       | – Ray Hallett       |
| Louise Latham      | – Mrs. Enright      |
| Peggy Rea          | – Mrs. Heisenbuttel |
| Beth Grant         | – Hazel             |